# Key Wrap
Key Wrap konstrukce jsou v informatice třídou symetrických šifrovacích algoritmů navržených ke kryptografickému zapouzdření klíčového materiálu. Key Wrap algoritmy jsou určeny pro aplikace jako (a) ochrana klíčů v průběhu uložení na nedůvěryhodném úložišti, nebo (b) vysílání klíčů přes nedůvěryhodné komunikační sítě. Konstrukce jsou typicky postaveny ze standardních primitiv jako bloková šifra a kryptografické hašovací funkce.
Key Wrap může být považován za formu algoritmu pro zapouzdření klíče, i když by neměl být zaměňován s více známým algoritmem asymetrického zapouzdření klíče (např. PSEC-KEM). Key Wrap algoritmy mohou být použity v podobných aplikacích: k bezpečné přepravě session klíče pomocí šifrování pod dlouhodobým šifrovacím klíčem.

## Pozadí
V pozdních 90. letech představil Národní institut standardů a technologie „Key Wrap“ problém: vytvořit bezpečný a účinný algoritmus založený na šifrování klíče. Výsledné algoritmy měly být formálně vyhodnoceny institutem NIST a případně schváleny pro použití v NIST-certifikovaných kryptografických modulech. NIST přesně nedefinoval bezpečnostní cíle výsledného algoritmu a ponechal další upřesnění vývojářům algoritmu. Na základě výsledných algoritmů byly tyto požadavky na design (1) důvěrnost, (2) ochrana integrity (ověření pravosti), (3) efektivnost, (4) použití standardu (schváleného) podkladových primitiv jako je Advanced Encryption Standard (AES) a Secure Hash Algorithm (SHA-1) a (5) zvážení dalších okolností (např. odolnost vůči chybám obsluhy, nízká kvalita generátorů náhodných čísel). Cíle (3) a (5) jsou zvláště důležité, vzhledem k tomu, že je mnoho široce nasazených ověřených šifrovacích algoritmů (např. AES-CCM), které jsou dostatečné k dosažení zbývajících cílů.
Bylo navrženo několik konstrukcí. Mezi ně patří:
- AES Key Wrap Specification (listopad 2001)
- American Standards Committee ANSX9.102, které definují 4 algoritmy:
  - AESKW (varianta AESKWS)
  - TDKW (podobné k AESKW, postaveno z Triple DES, spíše než z AES)
  - AKW1
  - AKW2

Každý z navrhovaných algoritmů lze považovat jako formu ověřeného šifrovacího algoritmu poskytující utajení vysoce entropických zpráv, jakou jsou kryptografické klíče. AES Key Wrap Specification, AESKW, TDKW a AKW1 jsou určeny k udržení důvěryhodnosti v rámci adaptivně volených ciphertext útoků, zatímco algoritmus AKW2 je navržen tak, aby byl odolný pouze proti known-plaintext (nebo slabším) útokům (uvedený cíl AKW2 je pro použití v starších systémech a výpočetně limitovaných zařízeních, kde použití jiných algoritmů by bylo nepraktické). AESKW, TDKW a AKW2 také nabízí schopnost ověření „hlavičky“ prostého textu, tedy spojený blok dat, který není šifrován.
Rogaway a Schrimpton vyhodnotili design ANSX9.102 algoritmů s ohledem na stanovené bezpečnostní cíle. Mezi jejich základní poznatky patří nedostatek jasně stanovených návrhových cílů algoritmů a absence bezpečnostních důkazů pro všechny konstrukce.
V jejich dokumentu, Rogaway a Schrimpton navrhli prokazatelný key-wrapping algoritmus (SIV – the Synthetic Initialization Vector mode), který ověřuje a šifruje libovolný řetězec a ověřuje, ale nešifruje další údaje, které mohou být vázány na zabalený klíč. To bylo standardizováno jako nový AES režim v RFC 5297.